# Líviusz Gyulai
Líviusz Gyulai (Baraolt, 2 de diciembre de 1937 - Budapest, 16 de marzo de 2021) fue un artista gráfico, grabador e ilustrador rumano radicado en Hungría.

## Biografía
Nacido en Baraolt (Barót), condado de Covasna, Transilvania, Rumania, se graduó de la Academia de Bellas Artes de Budapest como artista gráfico en 1962. Es conocido como grabador y también ilustrador de libros. Fue galardonado con una medalla de oro en la Bienal de Gráfica de Florencia. Ha realizado películas de animación desde 1975. Se incorporó a Pannonia Film Studio en 1973. Ha ganado varios premios con sus animaciones. Jónás fue premiado en 1999 en el Festival de Cine de Cannes. Gyulai obtuvo el Premio Munkácsy en 1973 y por el trabajo de su vida obtuvo el Premio Kossuth en 2004.

## Películas animadas
- Delfinia (1976).
- Új lakók ("Nuevos inquilinos") (1977).
- Jómadarak ("Huevos malos") (1977) - Una serie de televisión.
- Tinti kalandjai ("Las aventuras de Tinti") (1987-1988): una serie de televisión galardonada que recibió el premio a la categoría de series de televisión por el episodio titulado "Nagy verseny" ("La gran competición") en el Kecskemét de 1993 Festival de Cine de Animación (KAFF).[1]
- Jónás ("Jonah") (1997).
- Golyós mese ("Spun") (1999).
- ¡Szinbád, buen viaje! ("Sinbad Bon Voyage!") (2000) - Ganador de los premios especiales KAFF de críticos de cine y televisión de 2002 junto con Az één kis városom.[2]
- Az Én kis városom ("La pequeña ciudad mía") (2002) - Ganador de los premios especiales KAFF 2002 de críticos de cine y televisión junto con Szinbád, bon voyage!
- Könny nem marad szárazon ("Las lágrimas no se quedan secas") (2004).
- Egy komisz kölyök naplója / Fifi ("El diario de un chico malo / Fifi") (2013) - Ganador del premio KAFF 2013 en la categoría de mejor serie de televisión.[3]

## Fallecimiento
Gyulai fue hospitalizado en Budapest el 5 de marzo de 2021 debido a enfermedades relacionadas con COVID-19. Falleció el 16 de marzo de 2021.